# 吉田二郎 (登山家)
吉田 二郎（よしだ じろう、1931年ころ - 2003年3月13日）は、日本の登山家、後には松山荘二と名を変え、おもに雑誌記者として活動した。

## 鹿島槍北壁と執筆
第二次世界大戦後、『岳人』や『山と渓谷』に記事を執筆したことで知られた。1957年に、自らの鹿島槍ヶ岳の北壁初登攀記録などを含めて、鹿島槍の登攀記録をまとめた『鹿島槍研究』を出版した。
1958年に第2次RCCが結成された際には、藤木三郎、奥山章とともに会の中心となった。
続けて1959年には『岩と雪の王国』を出版した。

## 疑惑
しかし、吉田が主張したルートのうち8件について疑義があるという見解が、所属していた山岳会「登嶺会」から出され『岳人』に掲載された。吉田はこれに応じた反論を出したものの、その後は山岳界から姿を消してしまった。

## 松山荘二
山岳界から身を引いた吉田は、松山荘二の名で雑誌記者として生活した。松山の実家は古書店であり、松山自身も一時は古書店経営を試みたが、これはすぐに頓挫した。実家の古書店「したよし」は、父である3代目の当主が1991年に死去し、松山はこれを継がずに店を閉じた。
2003年3月13日、心臓の持病のため死去。

## おもな著書
- 鹿島槍研究、朋文堂、1957年
- 岩と雪の王国、二玄社、1959年

### 松山荘二 名義
- 炎の薔薇、青樹社、1968年
- 日本ミイラの旅 (紀行シリーズ)、朝日ソノラマ、1975年
- デンマークのパイプ、青英舎、1983年
- 古書肆「したよし」の記、平凡社、2003年